# 協和站 (蒙特利爾)
協和站（法語：Station de la Concorde）位於加拿大魁北克省拉華爾市急流拉華爾區，是2號線的車站。它是在蒙特利爾地鐵中3個設於拉華爾的車站的其中一個，另外兩個分別為蒙莫倫斯站及卡迪耶站。

## 外部連結
- （法文）（英文）蒙特利爾交通局：蒙莫倫斯站 （页面存档备份，存于）（英文） （页面存档备份，存于）
- （法文）（英文）：蒙莫倫斯站 （页面存档备份，存于）（英文） （页面存档备份，存于），含有蒙莫倫斯站的資訊、歷史、車站結構與藝術品資料。